# Arcella (Padova)
L'Arcella è un quartiere della città di Padova; comprende al suo interno le zone di Arcella, San Carlo, Pontevigodarzere e San Bellino.

## Collocazione geografica
Il quartiere 2 Nord, comunemente noto come "Arcella", si estende nella zona nord della città di Padova per 6,71 Km^2, rappresentando quindi il 7% della superficie cittadina, che ha un'estensione totale di 92,85 Km^2. Il quartiere è situato a ridosso della ferrovia Milano-Venezia, a nord rispetto alla stazione e al centro storico; si presenta come una sorta di isola all'interno della città di Padova, perché circondato da strade, autostrade e ferrovie. Vi si accede tramite una serie di cavalcavia e ponti: da sud tramite il Cavalcavia Borgomagno, il Cavalcavia Dalmazia e Ponte Unità d'Italia; da nord tramite via Pontevigodarzere e il ponte della Castagnara, che attraversano il fiume Brenta, e da ovest tramite Cavalcavia Camerini.
L'amministrazione comunale definisce il territorio del quartiere 2 Nord come l'area che comprende al suo interno le quattro zone di Arcella, San Carlo, Pontevigodarzere e San Bellino, che nel tempo hanno assunto un ruolo di riferimento storico e identitario per la città.

## Storia
Padova nasce nel 1085 o 1084 a.C. tra Brenta e Bacchiglione e la presenza di insediamenti nella zona a nord della città risale già a prima del V secolo a.C., quando iniziò lo sfruttamento agricolo basato sul sistema della centuriazione. In epoca romana la città rappresentava un importante crocevia e luogo di passaggio, e tra il I secolo a.C. ed il II sec d.C. questo territorio era già densamente popolato, come dimostrano i ritrovamenti archeologici tra le zone del Santuario di Sant'Antonino, del Cavalcavia Borgomagno e della stazione.
Se il medioevo viene spesso rappresentato come un'epoca ferma e buia, Padova e la sua mobilità rappresentano l'esatto opposto, grazie anche al pellegrinaggio cristiano. Nel 1220 venne fondato il monastero Francescano che gettò le basi per un piccolo insediamento di contadini e n cui morì Antonio di Padova il 13 giugno 1231, la cui morte costituì un elemento identitario per la città di Padova. Il medioevo patavino fu caratterizzato da tre forme peculiari di mobilità: religiosa, per studio e legata al settore tessile. Un altro episodio storico che ebbe conseguenze molto importanti su tutto il territorio dell'Arcella fu il Guasto Veneziano, ovvero il provvedimento preso dalla Repubblica di Venezia nel 1509 che prevedeva la distruzione di qualunque edificio nel raggio di 1,7 km dalle mura di Padova. A seguito del Guasto venne abbattuto il monastero dell'Arcella, ma si salvò la celletta dove morì Sant'Antonio. 
Nel XIV secolo si afferma la signoria dei Carraresi che avvia un lungo periodo di conservatorismo aristocratico, senza però ostacolare lo sviluppo economico, sociale e culturale ma, anzi, alimentandoli con l'espansione territoriale, un programma di costruzioni pubbliche e opere di bonifica. Quando la mano di Venezia calò sulla città nel 1405, finì la dinastia dei Carraresi. Nel XVI secolo la principale opera pubblica fu la costruzione delle mura veneziane che determinò la realizzazione di ampie strade interne adiacenti, modificando la morfologia viaria perimetrale di Padova. Il sistema stradale restava simile a quello medievale, caratterizzato da tracciati spesso in cattivo stato e la cui cura era lasciata alle comunità locali. L'età moderna di Padova si chiude il 2 maggio 1797, quando Napoleone entra a Padova. 
Nei primi anni dell'Ottocento Padova era ancora chiusa nelle mura cinquecentesche e praticava un'economia basata sull'agricoltura e su qualche attività manifatturiera. A partire dalla metà dell'Ottocento si avviarono una serie di trasformazioni economiche e urbanistiche che durarono fino al Novecento. Col passare degli anni la popolazione dell'Arcella, specialmente quella che si accentra nei pressi della stazione, aumentò e con l’espandersi dell'urbanizzazione furono tracciate nuove strade. Un ulteriore evento importante fu la rettifica dell'ansa del fiume Brenta a Vigodarzere completata nel 1861. L'Arcella ottocentesca era ancora una zona fortemente rurale, attraversata da canali e da poche strade e abitata da una popolazione prevalentemente contadina. Una prima crescita edilizia iniziò contemporaneamente alla costruzione della ferrovia ma un'espansione significativa si ebbe tra la fine dell'Ottocento e i primi decenni del Novecento, che portò, nel 1903, all'inaugurazione del Cavalcavia Borgomagno. Questo nuovo ponte sopraelevato che attraversava la ferrovia rappresentò un elemento di collegamento tra il centro storico e la zona a nord della città, ma il tema della separazione tra città e Arcella imposta dalla ferrovia rimane vivo e si fa sentire ancora oggi. Il quartiere inizia ad essere un nuovo centro di sviluppo demograficamente ed economicamente separato dal centro, e proprio la vicinanza alla stazione e alla ferrovia spinse sempre più fabbriche ad insediarsi nella zona; qui, di conseguenza, numerosi lavoratori iniziarono a cercare casa. Vari tipi di industrie avevano dunque scelto la zona dell'Arcella come luogo di insediamento, come come il Biscottificio di Vittorio Colussi,  la fabbrica di cioccolata e caramelle "La Torinese", le attività della ditta Molini Golfetto e della ditta Sangati, che producevano macchinari per molini a cilindri e attrezzature per l'industria alimentare, e la Società Anonima Industrie Meccaniche Padovane (SAIMP). Ancora prima, negli ultimi anni dell'Ottocento, fu eretta la Fornace Morandi, affiancata da una serie di casette per i dipendenti e da un mulino, il cui fabbricato esiste ancora oggi. 

Durante gli eventi bellici e prebellici, Padova giocò un ruolo di primo piano nella logistica e nell'assistenza ai feriti di guerra: per tale ragione, la stazione ferroviaria si trova continuamente congestionata dal continuo viavai dei vagoni militari. Dal 1916 intensi bombardamenti colpirono la città in più occasioni distruggendo le principali infrastrutture e colpendo alcuni dei suoi luoghi storici. Il periodo tra gli anni venti e trenta del Novecento fu contraddistinto dal profondo cambiamento della morfologia cittadina. L'espansione fuori dalle mura si sviluppò attorno ai grandi assi stradali e, nonostante le distruzioni provocate dai bombardamenti aerei della prima guerra mondiale, l'Arcella costituiva un importante quartiere residenziale e zona di espansione della città verso nord. Inizialmente la tipologia edilizia prevalente fu quella della casa unifamiliare, poi sostituita da grandi edifici condominiali per soddisfare le esigenze della rapida urbanizzazione.

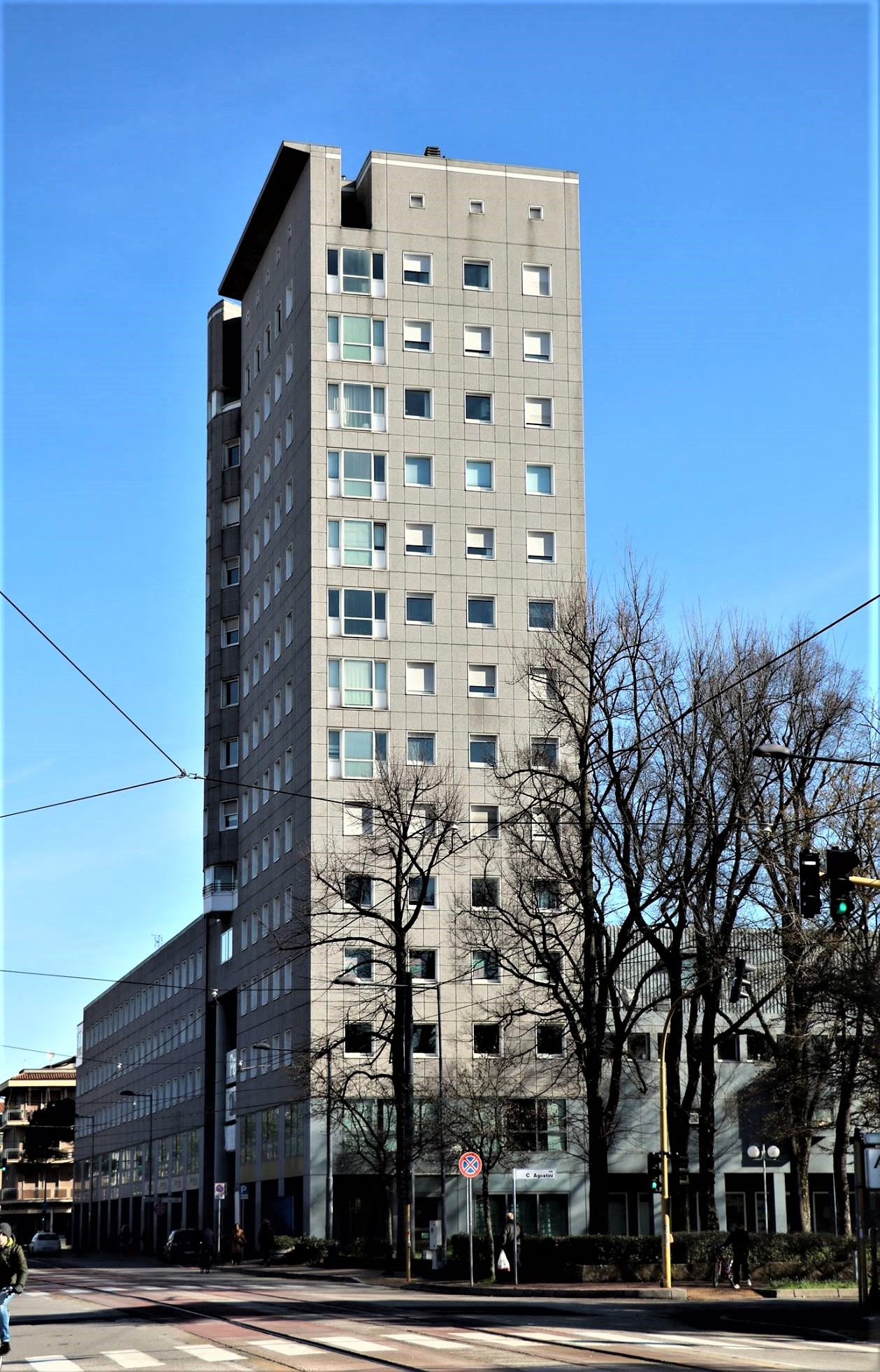
Torre Gregotti

La posizione strategica di Padova le si ritorse contro durante la Seconda Guerra Mondiale. I bombardamenti alleati si susseguirono tra il 1943 e il 1945, concentrandosi sui punti strategici per lo sforzo bellico: le prime incursioni centrarono i depositi di locomotive, gli svincoli ferroviari per Bologna, Milano e Castelfranco, e la stazione stessa; successivamente furono colpiti il quartiere Arcella, il Borgomagno, il cavalcavia Camerini e lo scalo merci Campo Marte. Il 16 dicembre 1943 vennero rovesciati sulla stazione di Padova oltre duecento tonnellate di bombe che investirono in pieno il quartiere Arcella, causandone lo spopolamento. I bombardamenti che interessarono il quartiere furono ben tredici. 
Il secondo dopoguerra rappresentò l'ultimo tassello nel processo espansivo di Padova in età contemporanea. All'interno della Regione, la città tornò ad assumere il ruolo di piazza centrale dell'intermediazione finanziaria e del trasporto di merci, favorito dalla posizione geografica e dalla fitta rete stradale e ferroviaria. L’edilizia privata determinò un'espansione urbana incontrollata e disomogenea che interessò prevalentemente i quartieri Arcella, Guizza, Chiesanuova e Stanga. Gli anni sessanta e settanta videro la diffusione di numerose attività commerciali e l'avanzare dell'urbanizzazione nel quartiere, che portarono progressivamente alla scomparsa della prima funzione territoriale attiva nel territorio, ovvero quella agricola. L'espansione dell'edilizia residenziale rese sempre più difficile la coabitazione con l'industria, ostacolando ulteriori ampliamenti delle aree produttive. Dagli anni settanta si assistette così alla delocalizzazione delle industrie presenti sul territorio sviluppatesi lungo l'asse Stazione-Pontevigodarzere, che modificò considerevolmente la dimensione socio-culturale del quartiere. Durante gli anni novanta, sotto la spinta dell'immigrazione, l'Arcella attraversò un periodo di grande trasformazione del tessuto sociale. Negli ultimi anni, a detta delle agenzie immobiliari locali, il mercato immobiliare del quartiere sembra essere trainato dalla popolazione immigrata, senza la quale "il settore crollerebbe". 

## Origine del nome
L'origine del toponimo Arcella non è del tutto certa. Per alcuni deriva da Arce, un termine che nell'antichità significava fortezza, ma l'origine più probabile sembra essere legata ai terreni di proprietà ecclesiastica al di fuori della città, che venivano denominati e identificati come pertinenze della Cella Canonica; sembra quindi che il nome del quartiere si possa collegare al termine Cella evoluto in Lacella, Larcella, L’Arcella e Arcella.
Nell'uso comune, il toponimo Arcella è usato per indicare l'intero agglomerato posto a nord della stazione di Padova, pur essendo composto da quartieri che si sono sviluppati in periodi diversi e con peculiarità proprie.

## Demografia
L'Arcella è spesso vista come una "città nella città" sia per la vastità del suo territorio sia per la sua componente demografica: la popolazione è numerosa, addensata ed eterogenea. A partire dagli anni cinquanta la crescita demografica aumentò drasticamente, fino a quadruplicare il numero degli abitanti, ma si arrestò durante gli anni ottanta e, anche a causa della diminuzione delle nascite, il quartiere iniziò ad invecchiare. Nei primi anni duemila si ebbe un'inversione di tendenza: il nuovo afflusso di popolazione straniera portò numerosi vantaggi ed un'inversione di tendenza delle problematiche che affliggevano la città. Questa nuova componente demografica riuscì a mitigare il costante calo delle nascite e il continuo invecchiamento della popolazione. 
La componente sociale del quartiere mostra un territorio strettamente collegato al concetto di superdiversity, in riferimento alla crescente differenziazione che si genera tra le piccole comunità di migranti in uno stesso luogo, differenziati tra loro non solo dal punto di vista della provenienza geografica ma anche da quello del tempo di arrivo e del successivo livello di integrazione nel tessuto urbano.
|               | n. abitanti | Indice vecchiaia | Indice dipendenza | Indice ricambio | Rapporto mascolinità | Età media | Tasso natalità | Tasso mortalità | Numerosità media famiglie | Percentuale di stranieri |
| ------------- | ----------- | ---------------- | ----------------- | --------------- | -------------------- | --------- | -------------- | --------------- | ------------------------- | ------------------------ |
| 2 Nord        | 40.059      | 205,37           | 55,98             | 154,72          | 98,86                | 45,78     | 6,72           | 9,71            | 1,96                      | 30,93%                   |
| Intero Comune | 211.316     | 247,83           | 59,29             | 171,12          | 91,65                | 47,50     | 5,97           | 12,07           | 1,95                      | 17,47%                   |

Gli abitanti del quartiere 2 Nord sono 40.059, circa il 20% della popolazione della città di Padova, che si attesta sui 211.316 abitanti. Nonostante la superficie del quartiere sia una piccola parte rispetto all’intera città, la densità abitativa è nettamente più alta e si attesta sui 5.970 ab./Km^2, contro i 2.276 della media cittadina. Anche la popolazione residente registra un incremento rispetto alla media cittadina. Se sul territorio padovano l’incremento medio è stato +0,45, nel quartiere 2 Nord si è registrato un incremento della popolazione nettamente superiore: +1,45.
Il dato relativo all’età media degli abitanti del quartiere si pone in continuità con quello dell’intera città. Se a Padova l’età media è di 47 anni, nel quartiere 2 Nord questa è leggermente più bassa, attestandosi sui 45 anni. Altro dato per comprendere il tessuto sociale dell’area si può evincere dall’analisi dei movimenti migratori della popolazione; i dati riguardano la popolazione tra i 20 e i 64 anni nel periodo interessato della rilevazione fatta tra il 2015 e il 2019. In questo arco di tempo si registrano 7.209 migranti residenti del quartiere 2 Nord (il dato comprende cittadini stranieri sia provenienti da paesi UE, sia da paesi extracomunitari) su un totale 21.955 migranti in tutta Padova. Questo significa che circa ⅓ degli stranieri presenti a Padova risiede nel quartiere 2 Nord. 

## Istruzione

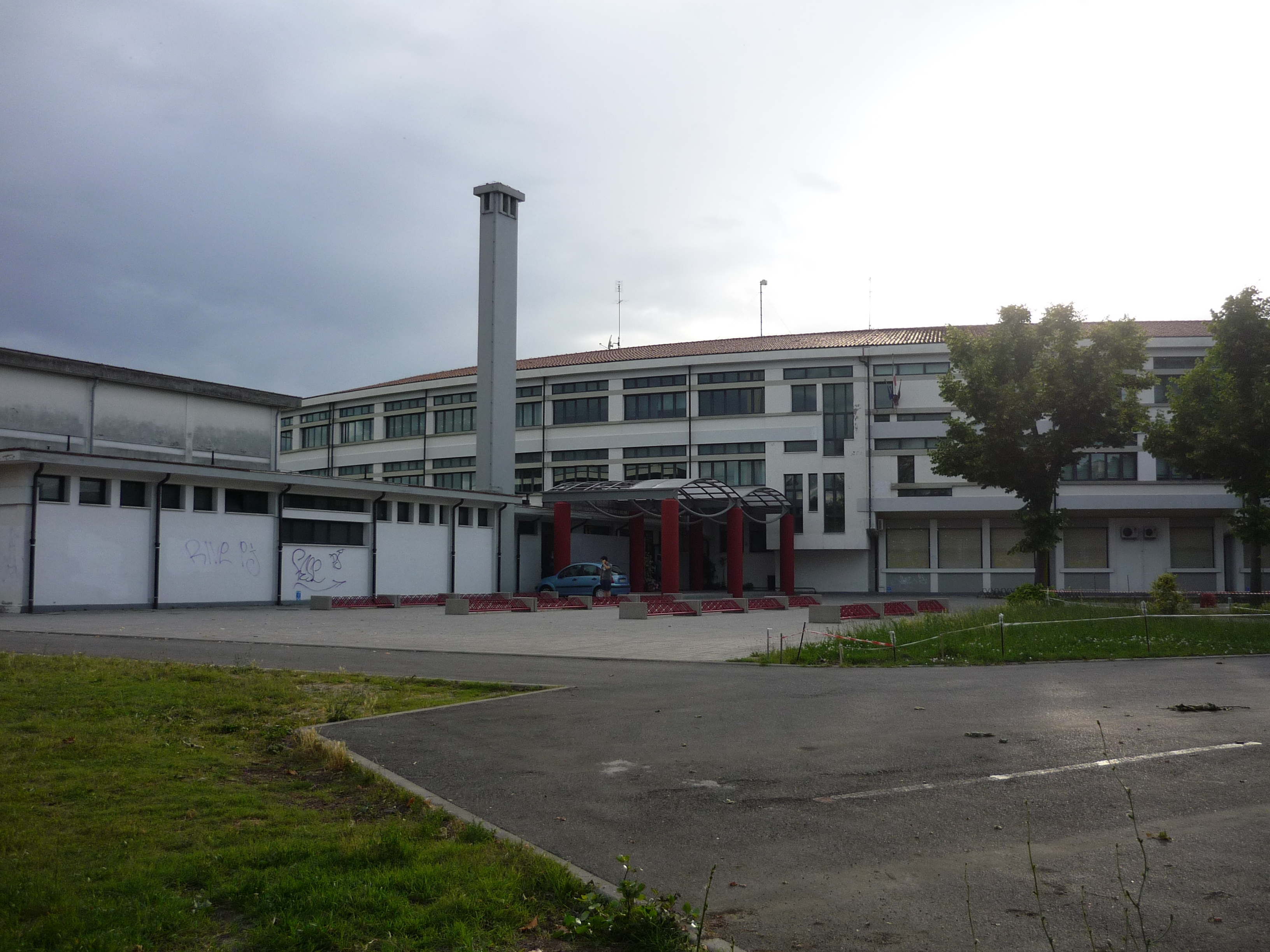
Liceo Eugenio Curiel, sede centrale

All'interno della Circoscrizione sono insediati due Istituti comprensivi (3°e 5°).
Il 3° Istituto comprensivo Briosco comprende le primarie Leopardi e Muratori e le secondarie di primo grado Briosco e Zanella; mentre il 5° Istituto comprensivo Donatello comprende le primarie Deledda, Mantegna e Salvo d'Acquisto e le secondarie di primo grado Copernico e Donatello.
Nel quartiere sono presenti anche scuole secondarie di secondo grado come la sede succursale dell'IIS E. Usuelli Ruzza, l'IIS Valle, le due sedi del Liceo Scientifico Eugenio Curiel, il Liceo Scientifico Paritario Gymnasium Patavinum Sport; la scuola professionale ENAIP Veneto e l'Istituto Marco Polo per il recupero degli anni scolastici.

## Il Transito di Sant'Antonio e il Palio

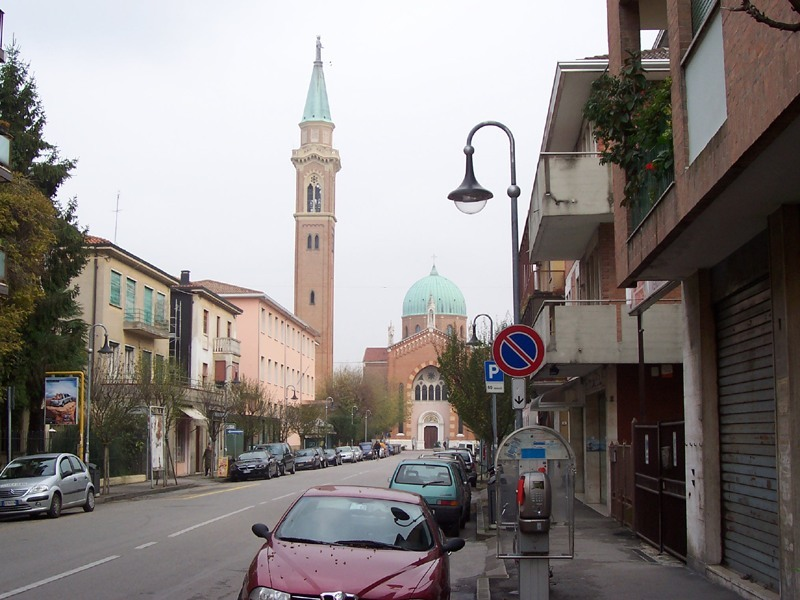
Santuario di Sant’Antonio d’Arcella

L'evento storico della morte di Sant'Antonio caratterizza ancora oggi il quartiere e rappresenta un segno di identità per i cittadini che lo abitano. Per questo motivo, nel 1931, nel settimo centenario della morte del santo, il parroco del santuario dell'Arcella, padre Ludovico Bressan, decise di realizzare una rappresentazione per ricordare l'evento. Ogni anno è riproposto l'episodio del viaggio del santo dal Santuario della Visione di Camposampiero al monastero "arcellano". In questa occasione la sagoma del santo viene adagiata sopra un carro trainato da buoi e circondata da oltre 150 figuranti che sfilano in costumi d'epoca seguendo le vie che il francescano percorse con i suoi confratelli nelle ultime ore di vita. La processione si conclude con l'ultimo passaggio dall'Arcella alla Basilica di Sant'Antonio di Padova. La sua organizzazione richiede la partecipazione di cinque comuni: Camposampiero, Borgoricco, Campodarsego, Cadoneghe e Padova. Questa rievocazione è chiamata "Transito di Sant'Antonio" e si svolge ogni 13 giugno attirando un gran numero di persone e fedeli. Al corteo partecipano ogni anno molte associazioni cittadine, autorità comunali, bande musicali e diversi ordini religiosi. 
Un'altra celebrazione legata al frate francescano è l'antica Sagra delle noci, nata nel 1792 e istituzionalizzata da Papa Pio VII nel 1816 con una bolla pontificia. La sagra si tiene ogni anno tra la prima e la seconda domenica di settembre e, dal 1995, si conclude con il "Palio": una corsa di carri trainati da quattro gruppi concorrenti di ragazzi lungo viale Arcella, ognuno dei quali rappresenta uno dei quattro rioni presenti in quest'area in epoca medievale: Capodiponte, Monastero, Brolo e Grate.

## La SAIMP
All'anno 1904 la famiglia Anselmi fa risalire la fondazione della Società Anonima Industrie Meccaniche Padovane (SAIMP), specializzata nella meccanica di precisione. Questa data venne usata dalla famiglia per omaggiare Vittorio Anselmi, imprenditore che in quell'anno fondò la ditta precedente alla SAIMP, la Ditta Anselmi Vittorio, situata a Padova in via Cernaia 16 e che cessò la sua attività nel dicembre 1932. Nel 1949 Virginio Anselmi, figlio di Vittorio, iniziò la costruzione di un nuovo stabilimento sul terreno in cui sorgeva villa Magno, residenza padronale che spiccava sul paesaggio agricolo di quella che era stata la contrada di Ca Magno, inaugurando il nuovo stabilimento nel 1952. La SAIMP divenne gradualmente un punto di riferimento per l'imprenditoria nazionale e internazionale. Dopo la definitiva chiusura nel 2003, lo spostamento dell'attività a Camposampiero e la demolizione nel 2010, oggi nell'area si trovano un supermercato ed un fast food. 

## Sport
Il quartiere Arcella è particolarmente attivo nel panorama sportivo cittadino, con diverse realtà che promuovono attività in varie discipline, tra cui pallavolo, calcio e pallacanestro.
U.S. Arcella e Polisportiva Arcella di Padova: società sportiva locale impegnata in più discipline, con particolare attenzione al volley, alla pallacanestro e al calcio. Con la sua lunga tradizione, è un punto di riferimento per tanti giovani atleti che si avvicinano allo sport, sia a livello amatoriale che competitivo.
ASD Juvenilia Padova: opera principalmente nel calcio e nella pallavolo. La Juvenilia Padova è impegnata nel formare giovani talenti, con un occhio di riguardo per l'inclusività e lo sviluppo sportivo a livello giovanile.
ASD Grego Padova: focalizzata sul calcio, è un altro polo di aggregazione per i giovani atleti dell'Arcella. 
Situato nel cuore del quartiere si trova uno dei punti di riferimento per lo sport nel quartiere: il Palazzetto dello Sport in Piazzale Azzurri d'Italia. Questa arena coperta ospita eventi di pallacanestro, pallavolo e altre discipline, ed è un punto di riferimento per le manifestazioni sportive cittadine. In Piazzale Azzurri d'Italia si trova anche lo Stadio Daciano Colbachini, in cui si allenano gli atleti dell'SSD Assindustria Sport, che pur non essendo una realtà esclusivamente dedicata al quartiere Arcella, è un'importante associazione di atletica leggera di Padova. 

## Progetto Hub Arcella 2030
Nell’ambito del "Programma innovativo nazionale per la qualità dell'abitare", nel 2021 il Comune di Padova ha presentato una serie di progetti di rigenerazione urbana per le zone carenti di servizi e/o non dotate di adeguate infrastrutture. Il progetto, per la zona Arcella-San Carlo, punta a spostare il baricentro della rigenerazione del quartiere verso la zona più a nord, nella quale permangono le maggiori criticità.
Gli interventi del progetto sono: riqualificazione piazza Azzurri d'Italia; riqualificazione ex-Coni; restauro e riqualificazione dell’istituto ex Configliachi; efficientamento energetico dell’edificio Erp via Duprè, 24; ristrutturazione edificio Erp via Moretto da Brescia; riqualificazione spazi aperti via Duprè (Giardino dei ciliegi); prosecuzione percorso ciclabile da San Bellino a Parco Morandi; miglioramento accesso alle scuole di quartiere; percorso sportivo scuola Briosco - scuola Donatello; realizzazione accesso Cat/scuola Donatello; manutenzione straordinaria con efficientamento energetico di alloggi Erp in via Santa Cabrini civ. 1-10; demolizione fabbricato esistente “ex centro anziani” per nuova costruzione fabbricato con ricavo due alloggi Erp per categorie protette.